# هیفا بیطار
هیفاء باسیل بیطار معروف به هیفاء بیطار، داستان‌پرداز و رمان‌نویس مشهور سوری است. هیفاء در تاریخ ۱۹۶۰ در سوریه به دنیا آمد. او دارای مدرک دکترا در رشته چشم‌پزشکی است و به عنوان پزشک و جراح در بیمارستان دولتی شهر لاذقیه و نیز مطب شخصی‌اش کار می‌کند. پدرش نیز استاد دانشگاه و دکترای ادبیات عرب است. وی بعد از قیام مردم سوریه علیه بشار اسد، رنج‌نامه‌هایی در اینترنت منتشر کرد.
وی در بندر لاذقیه یکی از بنادر مهم این کشور متولد شد. تحصیلاتش را در مدارس همان شهر گذراند، بعد از آن وارد دانشگاه پزشکی تشرین شد و در نهایت در سال ۱۹۸۲ فارغ‌التحصیل شد. بیطار برای ادامه تحصیل به دمشق رفت و در رشته چشم‌پزشکی و جراحی ادامه تحصیل داد. او در سال ۱۹۸۶ به زادگاه خود بازگشت و به نگارش داستان‌های کوتاه، رمان و نقد و بررسی ادبی و مقالات اجتماعی پرداخت. وی دارای تالیفات زیادی است.

## محتوای رمان‌های بیطار
بیشتر رمانهای بیطار، رنجهای زنی را به تصویر می‌کشد که با سرکوب جامعه مردسالار مواجه بوده است.

## جوایز
از هیفاء تا کنون ۱۱ مجموعه قصه و نزدیک به نه رمان تأ لیف کرده است. درکنفرانس اول و دوم سالهای ۲۰۰۱و ۲۰۰۲ دانشگاه جورج تاون واشینگتن در مورد چهره زن در ادبیات معاصر عرب سخنرانی کرد؛ که در سال ۲۰۰۲ برای یکی از مجموعه‌های قصهٔ او جائزه دریافت کرد و تعدادی از قصه‌ها و رمان‌های او به زبان‌های دیگر نیز ترجمه شد.
جایزه شعر تونسی ابی القاسم الشابی را با مجموعه الساقطه در سال ۲۰۰۲ از آن خود کرد.

## آثار
برخی از کارهای او بدین شرح است:
- ورود لن تموت (مجموعه داستان) - ۱۹۹۲
- قصص مهاجرة (مجموعه داستان) - ۱۹۹۳
- ضجیج الجسد (مجموعه داستان) - ۱۹۹۳
- غروب وکتابة (مجموعه داستان) - ۱۹۹۴
- یومیات مطلقة (رمان) - ۱۹۹۴
- قبو العباسیین (رمان) - ۱۹۹۵
- خواطر مقهی رصیف (مجموعه داستان) - ۱۹۵۵
- فضاء کالقفص (مجموعه داستان) - ۱۹۵۵
- أفراح صغیرة، أفراح أخیرة (رمان) - ۱۹۹۶
- ظل أسود حی (مجموعه داستان) - ۱۹۹۷
- موت البجعة (مجموعه داستان) - ۱۹۹۷
- نسر بجناح وحید (رمان) - ۱۹۹۸
- امرأة من طابقین (رمان) - ۱۹۹۹
- الساقطة (مجموعه داستان) - ۲۰۰۰
- أیقونة بلا وجه (رمان) - ۲۰۰۰
- امرأة من هذا العصر (رمان) - ۲۰۰۶
- أبواب مواربة (رمان) - ۲۰۰۷
- کومبارس (مجموعه داستان) - ۱۹۹۶
- عطر الحب (مجموعه داستان)
- یکفی ان یحبک قلب واحد لتعیش (مجموعه داستان)
- هوی (رمان) - ۲۰۰۷